# Hilbert-tér
A Hilbert-tér a modern matematika fontos fogalma: olyan skalárszorzatos vektortér, amely teljes a skalárszorzat által definiált normára nézve. A Hilbert-tereket a funkcionálanalízis tanulmányozza.  A Hilbert-térnek alapvető jelentősége van a kvantummechanika megalapozásában, jóllehet a kvantummechanika sok alapvető tulajdonsága megérthető a Hilbert-terek mélyebb megértése nélkül. A Hilbert-tér egyben Banach-tér is, melynek normáját skalárszorzat indukálja.
Szerkezetét egyértelműen meghatározza a Hilbert-dimenziója. Ez tetszőleges kardinális szám lehet. Ha a dimenzió véges, akkor euklideszi vektortérről van szó. Sok területen, például a kvantummechanikában a megszámlálhatóan végtelen dimenziós Hilbert-teret használják. A Hilbert-tér egy eleme megadható a dimenziónak megfelelő számú valós, vagy komplex koordinátával. A vektorterekhez hasonlóan, ahol egy Hamel-bázisban megadott koordináták véges kivétellel nullák, egy Hilbert-tér ortonormált bázisában csak megszámlálható sok koordináta különbözhet nullától, és a koordináták négyzetesen összegezhetők.
A Hilbert-tereken értelmezett skalárszorzat topologikus szerkezettel is ellátja a teret; ez lehetővé teszi a határértékek megközelítését, szemben az általános vektorterekkel.

## Bevezetés

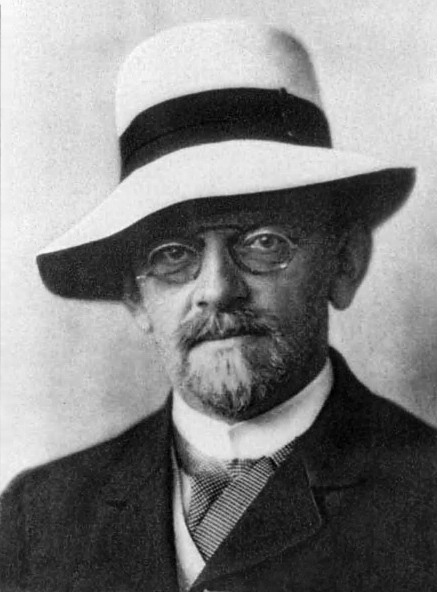
David Hilbert

A Hilbert-teret David Hilbertről nevezték el, aki az integrálegyenletekkel kapcsolatban tanulmányozta azokat. Az elnevezés eredete „der abstrakte Hilbertsche Raum” Neumann Jánostól származik, a nemkorlátos hermitikus operátorokról szóló 1929-es híres cikkéből. Neumann volt talán az a matematikus, aki legtisztábban látta a jelentőségét, annak a megtermékenyítően ható munkájának következtében, mellyel a kvantummechanikát szilárd alapokra helyezte. A „Hilbert-tér” elnevezést hamarosan mások is elfogadták, például Hermann Weyl az 1931-ben publikált A csoportok és a kvantummechanika elmélete (The Theory of Groups and Quantum Mechanics) című könyvében.
Az absztrakt Hilbert-tér elemeit „vektoroknak” nevezik. A kvantummechanikában például egy fizikai rendszert egy „hullámfüggvényekből” álló komplex Hilbert-tér ír le, mely hullámfüggvények a rendszer egyes állapotait írják le, a hullámfüggvények egy L-2-tér elemei a kvantummechanika modern megfogalmazásában. 
A kvantummechanikában gyakran használt síkhullámok és kötött állapotok Hilbert-terére a formálisabb kifeszített Hilbert-tér néven hivatkoznak.

## Definíció
A H vektorteret a T test (valós vagy komplex számtest) feletti Hilbert-térnek nevezzük, ha értelmezve van rajta egy Hermite-féle alak (belső szorzat), amely egy teljes normált teret indukál.
Azaz létezik egy leképzés:
{\displaystyle \langle \cdot ,\cdot \rangle \colon H\times H\to T},
amely minden {\displaystyle H}-beli {\displaystyle x}, {\displaystyle y}, {\displaystyle z}-re és minden {\displaystyle T}-beli {\displaystyle \lambda }-ra a következőket teljesíti:
1. {\displaystyle \langle {x},{x}\rangle \geq 0} (nemnegatív);
2. {\displaystyle \langle {x},{x}\rangle =0\Leftrightarrow {x}={0}} (definit);
3. {\displaystyle \langle {x},{y}\rangle ={\overline {\langle {y},{x}\rangle }}} (hermitikus - valós esetben a konjugálás elhagyható);
4. {\displaystyle \langle {x},\lambda {y}\rangle =\lambda \langle {x},{y}\rangle } és {\displaystyle \langle {x},{y}+{z}\rangle =\langle {x},{y}\rangle +\langle {x},{z}\rangle } (lineáris a második argumentumban).

Minden, az előbbi tulajdonságokat teljesítő, belső szorzatos térben értelmezhető egy ||.|| norma következőképpen:
{\displaystyle \|x\|={\sqrt {\langle x,x\rangle }}}.
H Hilbert-tér, ha H erre a normára nézve teljes, azaz minden H-beli Cauchy-sorozat konvergál.
Megjegyzések:
- Ebben a definícióban a skaláris szorzat a második argumentumban lineáris, az elsőben C-antilineáris, ez fordítva is működne, illetve használják is.
- Ha egy Hermite-féle alak értelmezve van a komplex vektortéren, akkor unitér térről beszélünk, valós esetben euklideszi vektortérről.
- Mivel minden Hilbert-tér unitér vagy euklideszi, érvényes benne a Cauchy–Bunyakovszkij–Schwarz-egyenlőtlenség, a polarizációs formula és a paralelogrammaazonosság, valamint a Bessel-egyenlőtlenség és a Pitagorasz-tétel.
- A 3. tulajdonságban a felülvonás a komplex konjugálást jelöli, valós esetben a 3. tulajdonság a skaláris szorzat szimmetriája.
- Vegyük észre, hogy a norma definíciójában a gyök a norma homogenitása miatt szükséges.

## Példák
- Az {\displaystyle \mathbb {R} ^{n}} koordinátatér az {\displaystyle \langle u,v\rangle =u_{1}v_{1}+\dotsb +u_{n}v_{n}} valós skalárszorzattal
- A {\displaystyle \mathbb {C} ^{n}} koordinátatér az {\displaystyle \langle u,v\rangle ={\bar {u}}_{1}v_{1}+\dotsb +{\bar {u}}_{n}v_{n}} skalárszorzattal
- A {\displaystyle {\mathbb {K} }^{m\times n}} valós vagy komplex mátrixtér a Frobenius-skalárszorzattal
- A {\displaystyle H^{p}} Szoboljev-tér minden {\displaystyle p\geq 0} esetén. Ezek képezik a parciális differenciálegyenletek megoldáselméletének alapját.
- A Hilbert-Schmidt-operátorok {\displaystyle HS} tere.
- A {\displaystyle H^{2}(\mathbb {D} )} Hardy-tér és a {\displaystyle {\mathcal {H}}^{2}(\mathbb {R} ^{n})} valós Hardy-tér.
- Az {\displaystyle \ell ^{2}} sorozattér, melyet azok a sorozatok alkotnak, ahol a sorozat elemeinek négyzetösszege véges. David Hilbert ezt a teret vizsgálta. Fontossága abban áll, hogy minden szeparábilis végtelen dimenziós Hilbert-tér izometrikusan izomorf {\displaystyle \ell ^{2}}-tel.
- A négyzetesen integrálható függvények {\displaystyle L^{2}} tere az {\displaystyle \textstyle \langle f,g\rangle _{L^{2}}=\int {\overline {f(x)}}\,g(x)\,{\rm {d}}x} skalárszorzattal.
- A majdnemperiodikus függvények {\displaystyle \mathrm {AP} ^{2}} tere, ami a következőképpen definiálható: Legyen {\displaystyle \lambda \in \mathbb {R} }, ehhez tekintjük azokat az {\displaystyle f_{\lambda }\colon \mathbb {R} \to \mathbb {C} } függvényeket, ahol {\displaystyle f_{\lambda }\left(t\right)=e^{i\lambda t}}. Ellátjuk az {\displaystyle \operatorname {lin} \left\{f_{\lambda }\colon \lambda \in \mathbb {R} \right\}} teret az {\displaystyle \textstyle \langle f,g\rangle =\lim _{T\to +\infty }{\tfrac {1}{4T}}\int _{-T}^{T}{\overline {f(t)}}\,g(t)\,{\rm {d}}t} skalárszorzattal, így prehilbertteret kapunk. Ezt a teret teljessé téve jutunk az {\displaystyle \mathrm {AP} ^{2}} Hilbert-térhez, ami nem szeparábilis.

## Ortogonalitás
Két vektort {\displaystyle x,y\in H} ortogonálisnak mondunk, ha {\displaystyle \langle {x},{y}\rangle =0}, gyakori jelölés: {\displaystyle x\perp y}.
Egy S halmazt H-beli ortogonális rendszernek nevezünk, ha {\displaystyle S\subset H}, és {\displaystyle \forall x,y\in S,x\neq y:\langle {x},{y}\rangle =0}. Ha egy ortogonális rendszer nem bővíthető (maximális), akkor ortogonális bázis. Az ortogonális bázisok lineáris burka sűrű a Hilbert-térben. A lineáris algebrában megszokott értelemben ezek csak véges dimenziós esetben bázisok. 
Egy S halmazt H-beli ortonormált rendszernek nevezünk, ha {\displaystyle S\subset H}, és {\displaystyle \forall x_{i},x_{j}\in S:\langle {x_{i}},{x_{j}}\rangle =\delta _{ij}}, ahol {\displaystyle \delta _{ij}} a Kronecker-delta. A Zorn-lemmával belátható, hogy minden Hilbert-térnek van ortonormált bázisa.
Egy véges {\displaystyle S=\{x_{n}|n=1,2,...,N\}} ortonormált rendszerre érvényes a Pitagorasz-tétel és a Bessel-egyenlőtlenség (mint minden belső szorzatos térben). Azaz minden x-re H-ban:
Pitagorasz:
{\displaystyle ||x||^{2}=\sum _{n=1}^{N}|\langle {x_{n}},{x}\rangle |^{2}+||x-\sum _{n=1}^{N}\langle {x_{n}},{x}\rangle x_{n}||}
Bessel:
{\displaystyle ||x||^{2}\geq \sum _{n=1}^{N}|\langle {x_{n}},{x}\rangle |^{2}}

## Bázis
Definíció: A H Hilbert-tér egy maximális ortonormált rendszerét ortonormált bázisnak nevezzük. Azaz {\displaystyle B\subset H} egy ortonormált bázis, ha B ortonormált rendszer, és B bármely {\displaystyle x\in H}-val való bővítés után, már nem ortonormált rendszer.
A Zorn-lemma (illetve a kiválasztási axióma) használatával megmutatható, hogy minden Hilbert-térnek van ortonormált bázisa.
Ha y egy H Hilbert-térbéli vektor és {\displaystyle B=\{x_{i}\in H:i\in I\}} egy ortonormált bázisa H-nak, ahol I egy tetszőleges indexhalmaz, akkor:
{\displaystyle y=\sum _{i\in I}\langle {x_{i}},{y}\rangle x_{i}}, ahol {\displaystyle \langle {x_{i}},{y}\rangle } csak megszámlálható sok {\displaystyle i\in I}-re nem nulla, és az összegzés független a sorrendtől. y kifejezése bázisvektorok soraként egyértelmű. Továbbá:
{\displaystyle ||y||^{2}=\sum _{i\in I}|\langle {x_{i}},{y}\rangle |^{2}} (Parseval tétel).
Ortonormált bázisokkal a Hilbert-terek teljesen osztályozhatók. Minden Hilbert-térben van ortonormált bázis, és egy Hilbert-tér ortonormált bázisainak kardinalitása megegyezik. Egy Hilbert-tér ortonormált bázisainak kardinalitása tehát jóldefiniált. Ezt nevezzük a tér Hilbert-dimenziójának, röviden dimenziójának. Ugyanazon test fölötti megegyező dimenziójú Hilbert-terek izomorfak, ugyanis a két bázis elemről elemre megfeleltethető egymásnak, és ez a megfeleltetés folytonosan kiterjeszthető az egész térre.

## Alterek
Egy Hilbert-altér egy Hilbert-tér olyan részhalmaza, ami a Hilbert-térben értelmezett vektorösszeadás, skalárral szorzás és skalárszorzás leszűkítésére szintén Hilbert-tér. Ez azt is jelenti, hogy altere, mint vektortérnek, hiszen ezek a kikötések feltételezik a nullvektor tartalmazását, és zárt a vektorösszeadásra és a skalárral szorzásra. Emellett még a skalárszorzásra is teljesnek kell lennie; ez ekvivalens azzal, hogy topológiai értelemben zárt. Emiatt a Hilbert-altereket zárt alterekként is emlegetik, szemben az egyszerűen csak altérként említett vektorterekkel. Általában ezek az alterek skalárszorzatos vektorterek, melyek sűrűek egy Hilbert-térben, ami lezárással kapható. Lehetséges Hilbert-alterekre hányadosteret képezni, ekkor szintén Hilbert-térhez jutunk.
Ez hasonló a Banach-terek esetéhez, melyek vektortéri értelemben vett alterei normált terek. Egy fontos különbség a projekciós tétel: Adva legyen egy Hilbert-tér, amiben kiválasztunk egy elemet, és egy Hilbert-alteret. Ekkor a Hilbert-altérben egyértelműen van egy vektor, melynek az adott vektortól mért távolsága minimális. Banach-terekben ez általában már véges dimenzióban sem igaz. Ez lehetővé teszi Hilbert-altér hányadosterének kanonikus azonosítását egy Hilbert-altérrel, ez az ortogonális komplementer; és az ortogonális vetítés bevezetését is. Egy Hilbert-altér ortogonális komplementere egy komplementer Hilbert-altér; azonban Banach-alterekhez általában nincs komplementer altér.
Definíció: Legyen {\displaystyle S\subset H}, ekkor definiáljuk S ortogonális komplementerét:
{\displaystyle S^{\bot }:=\{x\in H|\langle {x},{y}\rangle =0\quad \forall y\in S\}}.
Tétel:
Legyen H egy Hilbert-tér, M pedig egy zárt altér H-ban. Ekkor {\displaystyle H=M\oplus M^{\bot }}

## Konjugált Hilbert-tér
Komplex Hilbert-terek esetén a skalárszorzás nem szimmetrikus; lineáris a második argumentumban, és szemilineáris az elsőben. Azonban definiálható a konjugált Hilbert-tér, a következőképpen: Legyen {\displaystyle H} Hilbert-tér, és legyen a {\displaystyle {\overline {H}}} értelmezve ugyanazon az alaphalmazon, és legyen a vektorok összeadása is ugyanaz, mint {\displaystyle H}-ban. A többi művelet:
- Skalárral szorzás: {\displaystyle \lambda \cdot _{\overline {H}}u:={\overline {\lambda }}u}
- Skalárszorzás: {\displaystyle \langle u,v\rangle _{\overline {H}}:={\overline {\langle u,v\rangle }}=\langle v,u\rangle }.

Ezekkel a műveletekkel {\displaystyle {\overline {H}}} szintén Hilbert-tér, {\displaystyle H} konjugált Hilbert-tere. A konjugált Hilbert-tér konjugált Hilbert-tere, az eredeti Hilbert-tér.

## Hilbert-terek közötti leképezések
A funkcionálanalízisben vizsgálnak olyan terek közötti leképezéseket is, amelyek megtartják a terek struktúráját. Ezek a leképezések megtartják a vektortér struktúrát is, azaz lineáris leképezések, melyeket a funkcionálanalízisben lineáris operátoroknak neveznek. 
A Hilbert-terek közötti lineáris operátorok fontos osztálya a folytonos lineáris operátoroké. Ezek megtartják a topologikus struktúrát, így a konvergenciát is. További fontos tulajdonságok valamilyen értelmű korlátosságot feltételeznek. A korlátosság ekvivalens a folytonossággal; így sokszor egyszerűen csak folytonos operátorokként emlegetik őket. A kompaktság egy erősebb követelmény. A Schatten-Neumann-osztályok a kompakt operátorok osztályának valódi alosztályai. Az operátorok osztályain szintén definiálnak normákat és operátortopológiákat.
Az unitér operátorok a Hilbert-terek természetes izomorfizmus fogalmát definiálják, mivel ezek éppen az izomorfizmusok a Hilbert-terek kategóriájában, a skalárszorzattartó lineáris leképezésekkel, mint morfizmusokkal. Ezek konkrétan a lineáris szürjektív izometriák, a szögek és hosszak megőrzésével.
A folytonos lineáris operátorokat meghatározza, hogy egy ortonormált bázist mire képez le. Valójában minden kardinális számhoz létezik valós és komplex Hilbert-tér is, melynek a dimenziója megegyezik az adott kardinális számmal, például az {\displaystyle \ell ^{2}(I)} tér, ahol az {\displaystyle I} indexhalmaz kardinális száma az adott kardinális szám:
{\displaystyle \ell ^{2}(I):=\left\{u\colon I\to K\mid \sum _{i\in I}\left|u(i)\right|^{2}<\infty \right\}},
ahol {\displaystyle K=\mathbb {R} } vagy {\displaystyle K=\mathbb {C} }, és a konvergencia érdekében előírjuk, hogy csak megszámlálható sok tag különbözik a nullától (lásd feltétlen kovergencia). Ezt a teret ellátjuk az
{\displaystyle \langle u,v\rangle :=\sum _{i\in I}{\overline {u(i)}}v(i)},
skalárszorzattal. Az {\displaystyle \ell ^{2}(I)} tér egy ortonormált bázisát alkotják az {\displaystyle u_{i}} vektorok, ahol {\displaystyle u_{i}(j)=\delta _{ij}}. A Riesz-Fischer-tétel azt mondja ki, hogy minden Hilbert-tér izomorf egy ilyen térrel.

## Riesz reprezentációs tétel
Definíció (duális tér): Egy H Hilbert-tér H* duális terén, a H-n értelmezett folytonos lineáris funkcionálok Banach-terét értjük, azaz
{\displaystyle H^{*}:=\{T:H\rightarrow \mathbb {C} \quad |\quad T\quad {\mbox{lineáris és folytonos}}\}}
a folytonosság (mivel normált terek közötti lineáris leképzésről van szó) egyenértékű a leképzés operátornorma szerinti korlátosságával, azaz egy {\displaystyle T:H\rightarrow \mathbb {C} } lineáris függvényre igaz:
{\displaystyle T\quad {\mbox{folytonos}}\qquad \Longleftrightarrow \qquad ||T||<\infty }
{\displaystyle ||T||:=\sup\{{\frac {|Tx|}{||x||}}\ |\quad x\neq 0,\quad x\in H\}}
Tétel (Riesz reprezentáció):
Minden {\displaystyle T\in H^{*}}-hez létezik pontosan egy {\displaystyle y_{T}\in H}, úgy hogy {\displaystyle T(x)=\langle {y_{T}},{x}\rangle } minden x-re H-ban, és
 {\displaystyle ||y_{T}||=||T||}.
Vagyis a tétel azt mondja ki, hogy H duális tere egy Hilbert-tér, amely izometrikusan izomorf H-hoz. Ez az egyik leglényegesebb tulajdonsága a Hilbert-tereknek, és ez a tulajdonság különbözteti meg őket nagyban az általánosabb Banach-terektől. Komplex esetben a tétel hasonlóan működik, azzal a különbséggel, hogy a leképezés szemilineáris, tehát az operátor is szemilineáris. Mindkét esetben a Hilbert-tér izomorf a duális terével (egy szemiunitér {\displaystyle H\to H^{\prime }}  operátor felbontható egy {\displaystyle H\to H^{\prime }} unitér és egy {\displaystyle H^{\prime }\to H^{\prime }} szemiunitér operátorra), így a Hilbert-tér izomorf a biduális terével, tehát a Hilbert-terek reflexívek. 
Ezen tétel felhasználásával vezetik be a fizikusok a bra-ket írásmódot, mely a Hilbert-tér elemeit {\displaystyle |x\rangle } módon jelöli, és ket-vektoroknak nevezi őket, a duálvektorokat pedig {\displaystyle \langle x|} módon, melyeket bra-vektoroknak nevez. Két vektor skaláris szorzata, pedig a duálvektor hattatása a vektorra: {\displaystyle \langle y|(|x\rangle )=\langle {y}|{x}\rangle =\langle {y},{x}\rangle }, azaz a duálvektort a vektor mellé írjuk, így a bra és a ket vektor képzi nyelvi humorral a bracket-et, azaz a skaláris szorzat jelölésére használt zárójelet.
A tételből következik, hogy egy {\displaystyle X}-ből {\displaystyle Y}-ba menő lineáris operátor adjungált operátora értelmezhető, mint egy {\displaystyle Y}-ból {\displaystyle X}-be menő lineáris operátor. Így egy operátor felcserélhető adjungált operátorával; az efféle operátorok alkotják a normális operátorok osztályát. Egy Hilbert-tér operátorainál fennáll annak a lehetősége, hogy egy operátor adjungált operátora önmaga. Ezek az önadjungált operátorok.
Egy Hilbert-téren több fent bevezetett operátorosztály operátoralgebrát alkot. Az adjungálással, mint involúcióval és egy megfelelő normával involutív Banach-algebrákat alkotnak. Egy Hilbert-tér folytonos lineáris operátorai az adjungálással és az operátornormával C*-algebrát alkot.

## Fourier-együttható
Az ortonormált bázisok hasznosak a Hilbert-terek és elemeik vizsgálatára mind valós, mind komplex test fölött. Például az elemek ábrázolása meghatározható ortonormált bázisban. Legyen {\displaystyle B=(b_{1},b_{2},\dots )} ortonormált bázis, és {\displaystyle v} a Hilbert-tér egy vektora. Mivel {\displaystyle B} ortonormált bázis, azért vannak {\displaystyle \alpha _{k}\in \mathbb {R} } illetve {\displaystyle \mathbb {C} } együtthatók úgy, hogy 
{\displaystyle v=\sum _{k}\alpha _{k}b_{k}}.
Ezek az együtthatók meghatározhatók az ortonormált bázis speciális tulajdonságainak felhasználásával 
{\displaystyle \langle b_{n},v\rangle =\left\langle b_{n},\sum _{k}\alpha _{k}b_{k}\right\rangle =\sum _{k}\alpha _{k}\langle b_{n},b_{k}\rangle =\alpha _{n}},
mivel a különböző bázisvektorok skalárszorzata nulla, és a bázisvektorok önmagukkal vett skalárszorzata 1. Egy vektor ábrázolásának {\displaystyle n}-edik együtthatója ortonormált bázisban meghatározható skalárszorzattal. Ezeket az együtthatókat Fourier-együtthatóknak is nevezzük, mivel a Fourier-analízis egy fogalmának általánosítását nyújtják.

## RKHS
Ha egy Hilbert-teret egy maggal asszociálunk, melyet a térben minden függvény reprodukál, akkor Reproducing Kernel Hilbert Space (RKHS)-ről van szó, ami magyarra fordítva: reprodukáló mag Hilbert-tér. Ezt először Stanisław Zaremba matematikus formalizálta 1907-ben. Jelentősége fél évszázaddal később nőtt meg, amikor a funkcionálanalízisben fontos szerephez jutott. Ma a reprodukáló magos Hilbert-terek a statisztikai elméletek egy szokványos eszköze, különösen a gépi tanulásban.

## Alkalmazások
Minden Hilbert-tér egyben Banach-tér is (de fordítva nem igaz).

Minden L-2 tér egy Hilbert-tér.
Minden véges dimenziós belső szorzattal rendelkező tér (mint az Euklideszi-tér a szokásos skalárszorzattal) Hilbert-teret alkot. Valójában a végtelen dimenziós terek jelentősége az alkalmazások területén sokkal nagyobb. Pár példa ezekre:
- Az unitér csoportreprezentációk elmélete
- A négyzetesen integrálható sztochasztikus folyamatok
- A parciális differenciálegyenletek Hilbert-tér elmélete, különösen a Dirichlet-probléma megfogalmazásai. Lásd még: a parciális differenciálegyenletek megoldáselmélete, amitől a Hilbert-terek a fizikában is nagy fontosságot nyernek
- A függvények spektrális analízise, beleértve a waveleteket

A kvantummechanika matematikai megfogalmazásai. Például a kvantummechanikában egy kvantummechanikai rendszer tiszta állapotai megadhatók Hilbert-térben egy vektorral. Egy kvantummechanikai rendszer állapotai egy lineáris struktúra elemei, vagyis állapotok lineáris kombinációja szintén állapot. Két állapot, {\displaystyle |\psi \rangle } és {\displaystyle |\phi \rangle } skalárszorzatának normájának négyzete azt adja meg, hogy ha egy mérés eredménye {\displaystyle |\psi \rangle }, akkor mekkora annak a valószínűsége, hogy a rendszer a {\displaystyle |\phi \rangle } állapotban van. Ha a fizikában a Hilbert-térről beszélnek, akkor az adott kvantummechanikai rendszer állapotterét értik. 
Például egy szabad részecske lehetséges hullámfüggvényei a {\displaystyle \psi \colon \mathbb {R} ^{3}\rightarrow \mathbb {C} } négyzetesen integrálható függvények {\displaystyle L^{2}} terét alkotják a szokásos {\displaystyle L^{2}}-skalárszorzattal:
{\displaystyle \textstyle \langle \psi \,|\,\phi \rangle =\int _{\mathbb {R} ^{3}}\psi ^{*}({\vec {x}})\,\phi ({\vec {x}})\,{\rm {d}}{\vec {x}}}.
Egy másik példa egy elektron lehetséges spin állapotai a {\displaystyle \mathbb {C} ^{2}} teret feszítik ki, a szokásos komplex skalárszorzattal.
A belső szorzat teszi lehetővé a „geometriai” látásmód megőrzését, és a véges dimenziós terekben megszokott geometriai nyelvezet használatát. Az összes végtelen dimenziós topologikus vektortér közül a Hilbert-terek a „legjobban viselkedőek” és ezek állnak legközelebb a véges dimenziós terekhez. A funkcionálanalízis szempontjából a Hilbert-terek speciális és egyszerű szerkezetű terek egy osztályát alkotják.
A Fourier-analízis egyik célja, hogy egy adott függvényt adott alapfüggvények kombinációjaként írjunk fel, azaz olyan (esetleg végtelen) összegként, melyben az alapfüggvények többszörösei a tagok. Ez a probléma absztrakt módon vizsgálható Hilbert-terekben: minden Hilbert-térnek van ortonormált bázisa, és a Hilbert-tér minden eleme egyféleképp írható fel a báziselemek kombinációjaként, azaz olyan összegként, melyben a bázisvektorok többszörösei (skalárszorosai) szerepelnek.

## Érdekesség
A német nyelvterületen több egyetemen is van Hilbert-térnek nevezett terem.

## Fordítás
Ez a szócikk részben vagy egészben  a   Hilbertraum című német Wikipédia-szócikk fordításán alapul.  Az eredeti cikk szerkesztőit annak laptörténete sorolja fel. Ez a jelzés csupán a megfogalmazás eredetét és a szerzői jogokat jelzi, nem szolgál a cikkben szereplő információk forrásmegjelöléseként.